# ادوارد وسترلوند
ادوارد وسترلوند (انگلیسی: Edvard Westerlund; ۱ فوریهٔ ۱۹۰۱ – ۷ دسامبر ۱۹۸۲) کشتی‌گیر اهل فنلاند بود.
وی در مسابقات کشوری و بین‌المللی در مجموع برندهٔ ۲ مدال طلا، ۱ مدال نقره، ۲ مدال برنز شده‌است.